# Abbaye d'Echternach
L’abbaye d'Echternach est un ancien monastère de moines bénédictins sis au bord de la Sûre, à Echternach au Luxembourg. Cofondé au VIIe siècle par saint Willibrord et sainte Irmina d'Œren, il fut supprimé lors de l’occupation française à la fin du XVIIIe siècle. Centre de pèlerinages au tombeau de saint Willibrord (procession dansante d'Echternach), l’ancienne église abbatiale est pillée par la soldatesque française en 1795. Reconstruite en 1868, elle est basilique mineure depuis 1939. Détruit en partie lors de la Bataille des Ardennes en décembre 1944, l'édifice actuel date de 1953.

## Origine et fondation
Au VIe siècle, une communauté monastique s’installe au bord de la Sûre dans un domaine qui était une ancienne villa romaine. Les terres appartiennent au diocèse de Trèves qui donne la permission d’y construire un prieuré.

## Période carolingienne
Dans le but d’évangéliser la région, autorise en 698 saint Willibrord, récemment consacré évêque d'Utrecht, à y construire un monastère plus grand. Il en est l’abbé jusqu'à sa mort, à Echternach même, en 739.
Willibrord édifie la première église abbatiale en 700 avec le soutien financier de Pépin de Herstal. En 714, Pépin le Bref, fils de Charles Martel, est baptisé à Echternach. Très en faveur auprès de la famille carolingienne et déjà connu comme l’apôtre des Frisons, Willibrord obtient de plus l’aide de Wilfred, évêque d’York, qui lui envoie des moines irlandais de l’abbaye de Ripon pour évangéliser la région. Pour ce faire, il reçoit d'Angleterre, un ouvrage manuscrit particulier : les Évangiles d'Echternach. Ce dernier sera conservé par l'abbaye jusqu'en 1802, date à laquelle, le bibliophile lorrain Jean-Baptiste Maugérard est envoyé sur place et y saisit plusieurs manuscrits pour le compte de l'État français dont l'évangéliaire. Dès lors il sera conservé à la Bibliothèque Nationale.
Après sa mort en 739, Willibrord est enterré dans son abbatiale : sa sépulture attire bientôt les pèlerins, surtout après sa canonisation.

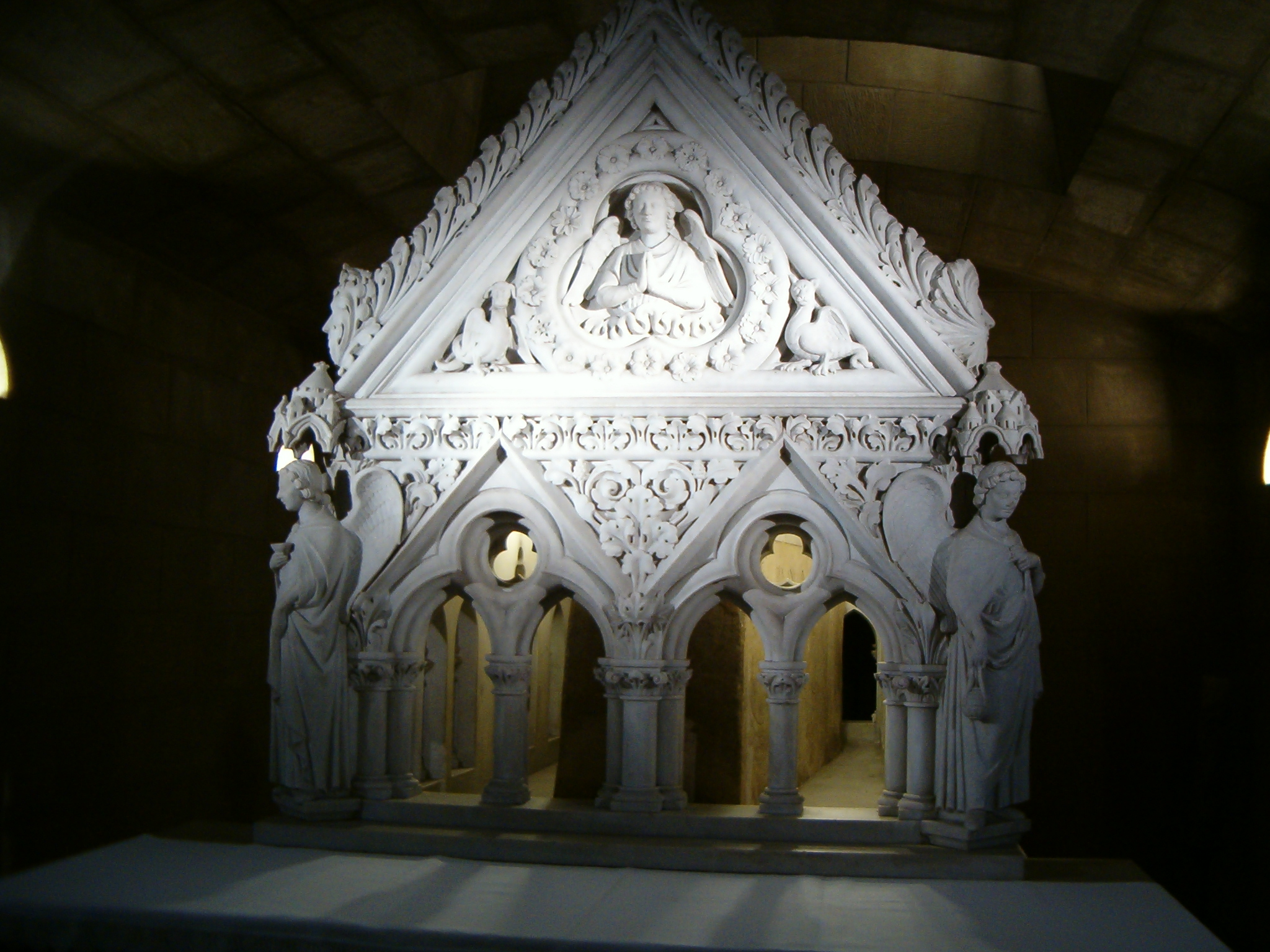
Sarcophage de saint Willibrord (dans la crypte).

En 751, Pépin élève le monastère au rang d'« abbaye royale » et lui donne son autonomie. Autour des murs de l’abbaye se développe un bourg qui deviendra une des villes les plus prospères du comté de Luxembourg. En 785, le troisième abbé d’Echternach, Bernard, est nommé archevêque de Sens. À sa mort en 797, Charlemagne prend le contrôle de l’abbaye.
L'abbaye devient un centre réputé de production de manuscrits enluminés du IXe au XIe siècle,. Le scriptorium est connu dans tout le royaume franc. D’importants manuscrits enluminés produits à Echternach nous sont parvenus. La réputation de l’abbaye est telle que Charlemagne y envoie son écolâtre Alcuin s’y former avant d’ouvrir l’école palatine d’Aix-la-Chapelle. La minuscule caroline doit beaucoup à Echternach.
Très liée à la royauté franque l’abbaye décline rapidement lorsqu’elle perd ce patronage. Une restauration a lieu vers 971 lorsque l’empereur Otton y envoie une quarantaine de moines bénédictins de Trèves. 
À partir de la fin du Xe siècle, les comtes de Luxembourg sont héréditairement avoués de l'abbaye d'Echternach.
Le monastère est de nouveau réformé en 1028 par la nomination du nouvel abbé Humbert et se retrouve sous la protection directe des empereurs et notamment d'Henri III du Saint-Empire. C’est durant ce nouvel âge d’or que sont composés, dans son scriptorium, le 'Codex Aureus d'Echternach', un codex biblique entièrement écrit à l’encre d’or (XIe siècle), ainsi que le Codex Aureus de l'Escurial et les évangiles de Goslar. À une période légèrement postérieure est produite toujours sur place la Bible géante d’Echternach.
D'autres ouvrages ont été élaborés dans le scriptorium de l'abbaye en particulier pour traiter un conflit entre l'abbaye et l'archevêché de Trèves tel le Liber aureus Epternacensis et le Libellus de Libertate Epternacensi Propuguata.

## Suppression de l’abbaye
Les abbés d'Echternach sont princes du Saint-Empire et se succèdent jusqu’à la fin du XVIIIe siècle. Le dernier d’entre eux meurt en 1793. Il n'a pas de successeur : aucune élection n’a lieu. Le 13 août 1794, le général Colaud entre à la tête des troupes françaises dans la ville d’Echternach.
Les moines qui restent sont chassés de l’abbaye qui est pillée. Le tombeau de saint Willibrord est profané. Monastère et église sont vendus comme biens nationaux en 1797. Jean-Henri Dondelinger, qui remporte les enchères, aménage les bâtiments en usine de porcelaine.

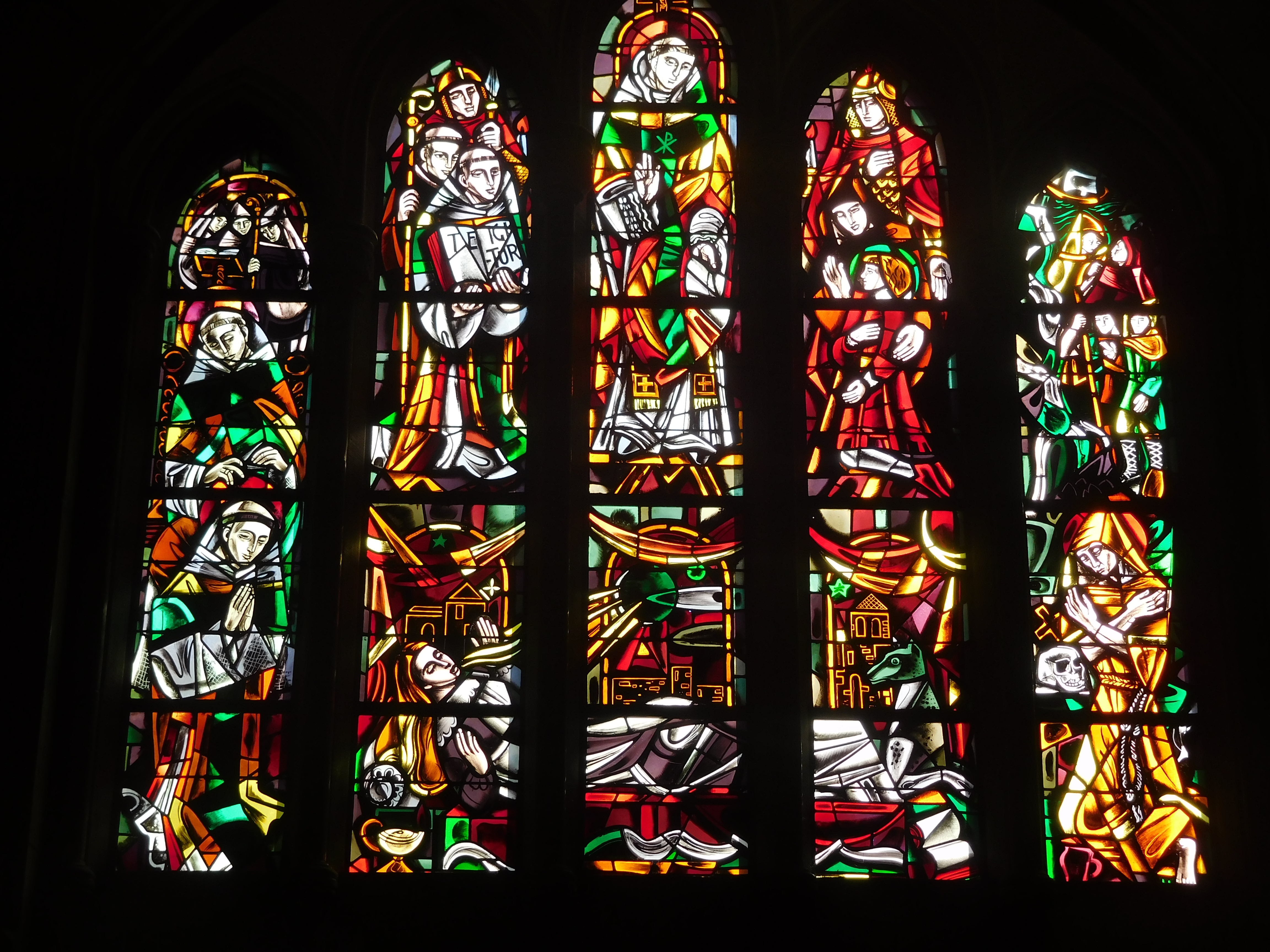
Vitrail de la vie de saint Willibrord, dans la basilique.
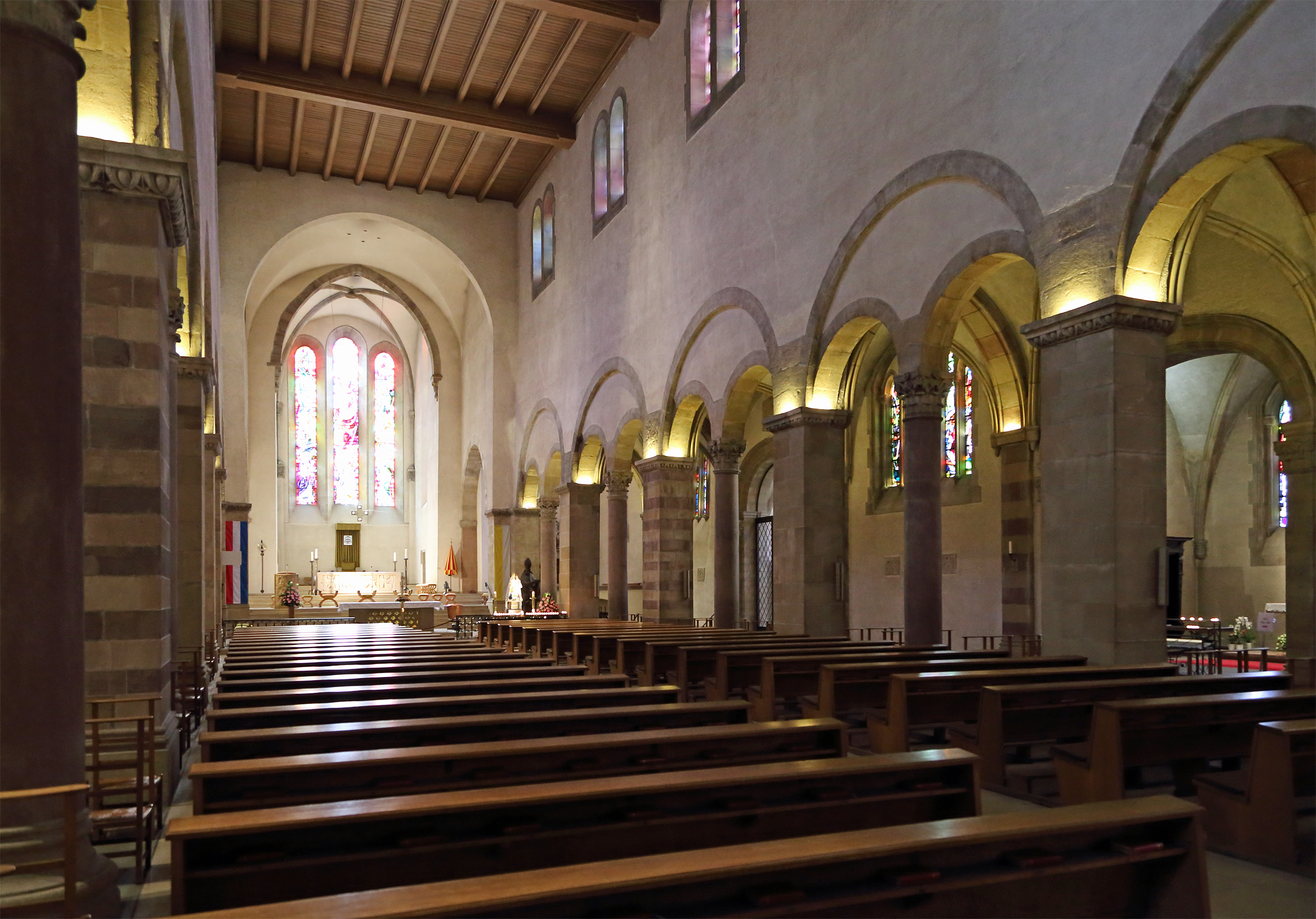
Intérieur de la basilique actuelle.

## Restauration
Vers le milieu du XIXe siècle, le chœur de l'église s'effondre partiellement et menace de s’écrouler complètement. Aussi, en  1862, une association pour la reconstruction de l'église (Kirchbauverein) voit le jour à Echternach. Dès 1868, la reconstruction dans le style néo-roman est terminée. L’église est à nouveau consacrée.
Reconnaissant son importance comme centre national de pèlerinage à saint Willibrord, le pape Pie XII accorde en 1939 à l’église le statut de basilique mineure. Une procession dansante en l'honneur de saint Willibrord se déroule annuellement le mardi de Pentecôte.
Une partie de la basilique est détruite en 1944. Des tirs d'obus anéantissent les derniers murs. Elle est à nouveau reconstruite — sixième église en 14 siècles — en style roman comme à l'origine. La façade s'inspire de la basilique de Paray-le-Monial. L'édifice, reconstruit, est consacré en 1953. La crypte du VIIIe siècle a survécu aux vicissitudes des temps sans dommage majeur.
Le lycée classique d'Echternach et son internat occupent désormais une grande partie des bâtiments monastiques.

Chaque Pentecôte a lieu le Procession dansante d'Echternach.

## Abbés

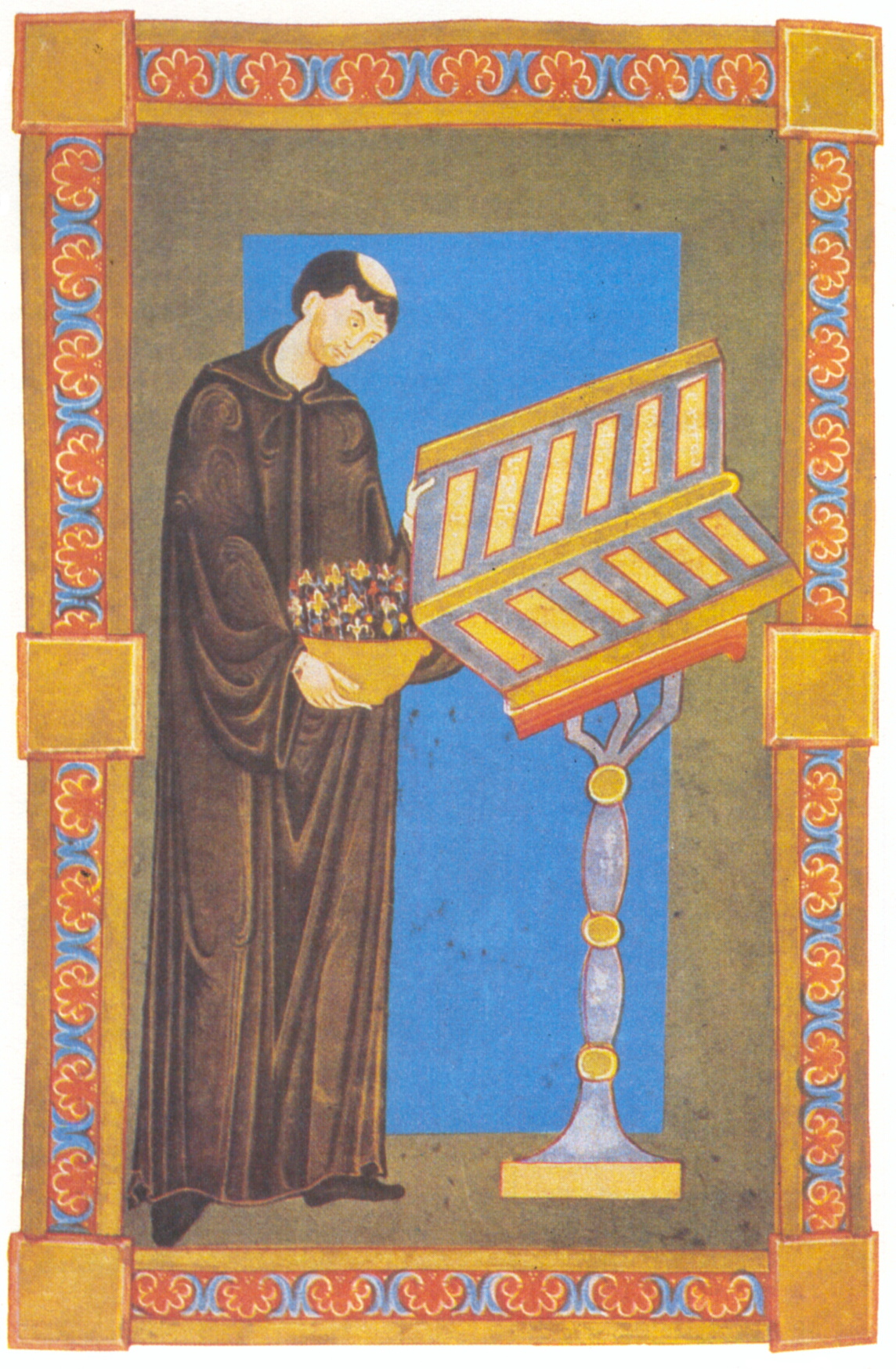
Theofried d'Echternach

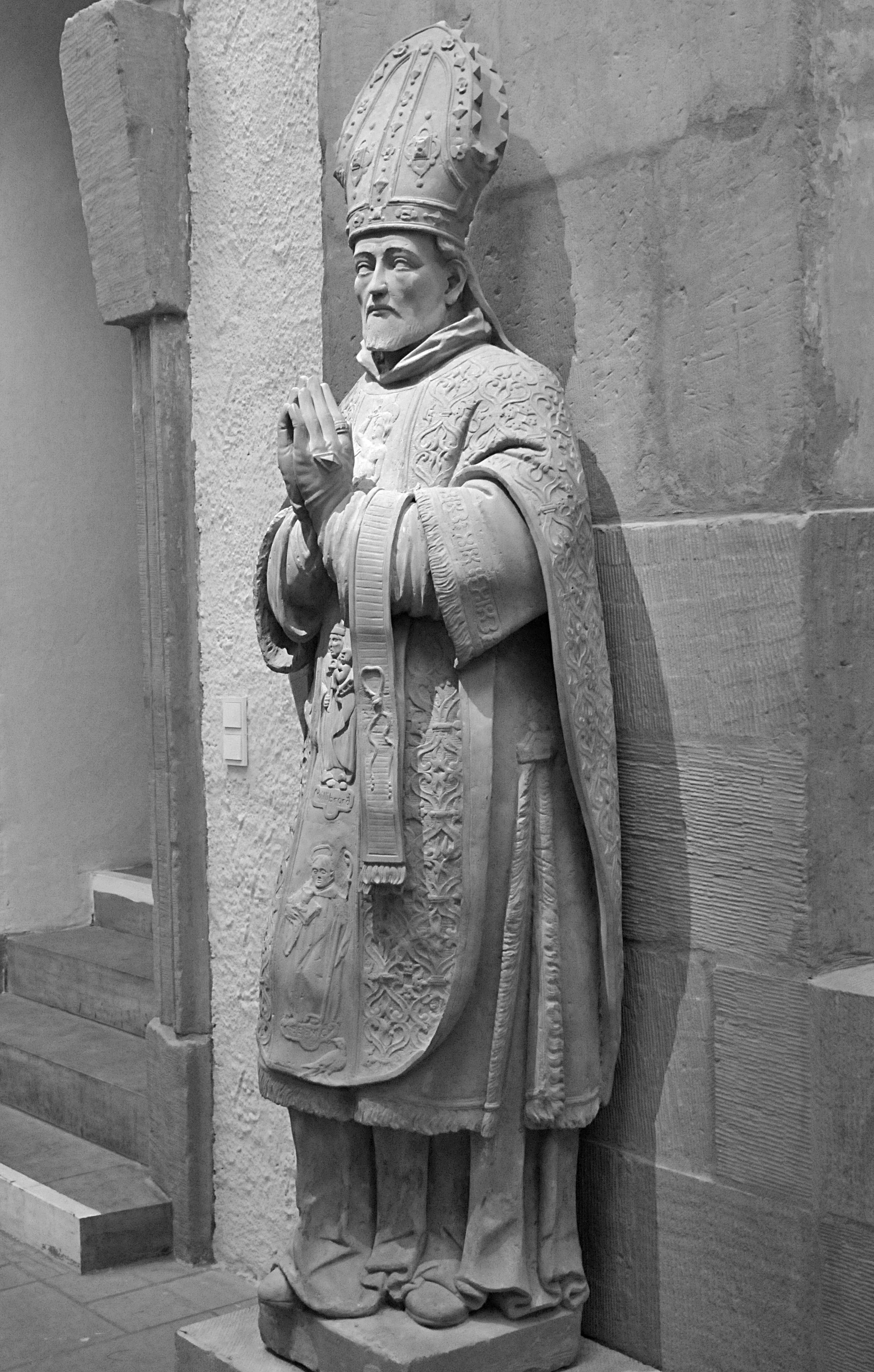
Petrus Richardotus

- Willibrord de Northumbrie († 7 novembre 739, abbé de 698 à 739), fondateur et premier abbé
- Adalbert (739–775), second abbé
- Beornrad (de) (775–797), troisième abbé, en 785 Evêque de Sens
- Hetton (avant 838–27 mai 847), Evêque de Trèves[6]
- Reginar (864–870), abbé laïc
- Adalhard Ier (jusqu'à 870), abbé laïc
- Carloman (874–876), fils de l'empereur Charles II le Chauve
- Adalhard II (jusqu'à 890), abbé laïc
- Hermann Ier de Souabe (926–949), abbé laïc
- Sigefroid de Luxembourg (vers 950), abbé laïc
- Ravanger (Ravenger(ius)) (973–1007)[7]
- Urold(us) (1007–1027)
- Humbert(us) (1028–1051)
- Reginbert (1051–1081)
- Théofried d'Echternach (de) (1081–1110)[8]
- Godfried (Godefridus) Ier (1122–1155)
- Ludwig (Ludovicus) (1173–1181), abbé de l'abbaye Saint-Matthias jusqu'à 1188[9]
- Godfried (Godefridus) II (1181–1210)
- Bartholomäus von Esch (1210–1231)
- Richard Ier (1270–1296) ou (1280–1297)[10]
- Heinrich von Schönecken (1298–1324)
- Theoderich von Are (1329–1341), 39ème abbé
- Johann(es) I. von Winningen (1341–1353), 40ème abbé
- Johann(es) II. von Novavilla = Jean de Neuville (1353–1357), 41ème abbé
- Wilhelm von Kerpen (abbé de 1358 à 1374), 42ème abbé
- Hertwin de Waldeck (de) (1375–1377), 43ème abbé
- Philipp von Homburg (1377–1378)
- Wirich von Adenbach (1378–1400)
- Peter Ier Beissel von Gymnich (de) (1400–1412), 47ème abbé
- Nikolaus von Gymnich (1412–1418), 48ème abbé
- Peter II. von Hübingen (Pierre de Hubines) (abbé de 1418 à 1438), 49ème abbé
- Winand von Gluwel (Wynant de Gluwel) (abbé de 1438 à 1465), 50ème abbé
- Colinus (Colin Plick von Oirwick) (abbé de 1465 à 1476)[11], 51ème abbé
- Francis Plick von Oirwick (abbé de 1476 à 1477), 52ème abbé
- Burchard Poszwin von Neuerburg (Burkard Posswyn, Burkhard Poissgen) (1490–1506), 54ème abbé
- Robert von Monreal (1506–1539), 55ème abbé[12]
- Matthias von Lutzerath (de) (Mathias de Lutzeradt) (1539), 56ème abbé
- Godfried (Gottfried, Godefridus) III. von Aspremont (Godefroid d'Aspremont) (1540–1562), 57ème abbé
- Antonius Hovaeus Haecmundanus (Antoon van Hove, Antoon (Antonius) van der Hoef von Egmond, frz. Antoine Hovay)  († 8 octobre 1568, abbé de 1563 à 1568), 59ème abbé
- Martin Maas (Marten Maes a Meerbeeck, Martinus Masius) (1520–1585, abbé de 1569 à 1585), 60ème abbé
- Johann(es) III. Gladt (Jean Glatz) (abbé de 1586 à 1594), 61ème abbé
- Johann(es) IV. Bertels (de) (1544–19 juin 1607, abbé de 1595 à 1607), 62ème abbé
- Peter III. Richard (Pierre Richardot) = Petrus Richardotus (vers 1575–1628, abbé de 1607 à 1628), 63ème abbé
- Peter IV. (Pierre, Petrus) Fisch von Rosport († 15 mars 1657, abbé de 1628 à 1657)[13], 64ème abbé
- Richard II. Paschasius (1657–1667)[14], 65. Abt
- Philippe de la Neufforge (Neuveforge, Neuforge) (8 mai 1621–10 septembre 1684, 66ème abbé de 1667 à 1684)[15], 66ème abbé
- Willibrord Hotton (1684–1693)[16], 67ème abbé
- Benedikt Zender (Benoît Zender) (1694–1717)[17], 68ème abbé
- Matthias Hartz (1717–1728), 69ème abbé
- Gregor(ius) (Grégoire) Schouppe († 19 juillet 1751, abbé de 1728 à 1751), 70ème abbé
- Michael Hormann (1751–1775), 71ème abbé
- Emmanuel Limpach († 6 septembre 1793, abbé de 1775 à 1793), 72ème abbé 
  - Prieur Binsfeld

## Les cloches de l'Abbaye
La basilique pontificale Saint-Willibord d'Echternach possède le plus grand carillon de tout le Luxembourg avec neuf cloches qui sonnent en la volée appelée «lancé-franc». Les deux plus grandes se situent dans la tour Nord tandis que les sept autres sont locataires de la tour Sud. Sur le épaules de chaque cloche y figurent des décorations et une inscription écrite en latin consacrant chacune à un saint protecteur et à ses fonctions sacrées ainsi qu'un bref récit de son histoire.
| N° | Dédicataire      | Note (nominale)           | Poids       | Diamètre à la base | Fondeur et lieu de coulée      | Année de coulée |
| -- | ---------------- | ------------------------- | ----------- | ------------------ | ------------------------------ | --------------- |
| 1  | Saint-Willibrord | fa2 +8/16èmes de demi-ton | 6 985 kilos | 221,5 centimètres  | Hans Auguste MARK à Brocksheid | 2000            |
| 2  | Saint-Benoît     | la bémol2 +7/16           | 5 530 kilos | 200 centimètres    | Hans Auguste MARK à Brocksheid | 1999            |
| 3  | Saint-Sébastien  | si2 +7/16                 | 3 095 kilos | 174,2 centimètres  | Hermann RÜETSCHI à Aarau       | 1949            |
| 4  | Notre-Dame       | ré bémol3 +9/16           | 1 814 kilos | 145,6 centmètres   | Hermann RÜETSCHI à Aarau       | 1949            |
| 5  | Sainte-Barbe     | mi bémol3 +6/16           | 1 265 kilos | 132 centimètres    | Hermann RÜETSCHI à Aarau       | 1949            |
| 6  | Saint-Wilgisus   | fa3 +7/16                 | 926 kilos   | 116 centimètres    | Hermann RÜETSCHI à Aarau       | 1949            |
| 7  | Sainte-Irmine    | la bémol3 +9/16           | 564 kilos   | 96,7 centimètres   | Hermann RÜETSCHI à Aarau       | 1949            |
| 8  | Sainte-Plectrude | si3 +7/16                 | 385 kilos   | 87,4 centimètres   | Hermann RÜETSCHI à Aarau       | 1949            |
| 9  | Saint-Jean       | do4 +6/16                 | 355 kilos   | 78,1 centimètres   | Hans Auguste MARK à Brocksheid | 1999            |

| Emplacement                      | Nom/Rôle             | Note             | Poids     | Diamètre à la base |
| -------------------------------- | -------------------- | ---------------- | --------- | ------------------ |
| Eglise Saints-Pierre-et-Paul     | «Cloche de l'Ennemi» | la bémol3 +7/16  | 650 kilos | 116 centimètres    |
| Eglise Saints-Pierre-et-Paul     | ?                    | si3 +12/16       | 614 kilos | 81,5 centimètres   |
| Eglise Saints-Pierre-et-Paul     | Les saints Apôtres   | ré bémol4 +15/16 | 396 kilos | 67,5 centimètres   |
| Eglise Saints-Pierre-et-Paul     | Saint-Joseph         | mi bémol4 -6/16  | 120 kilos | 58,5 centimètres   |
| Hôpital du peuple                | ?                    | sol4             | 80 kilos  | 52 centimètres     |
| Chapelle Notre-Dame des douleurs | ?                    | sol4             | 80 kilos  | 50 centimètres     |
| Chapelle Notre-Dame des douleurs | ?                    | la4              | 50 kilos  | 45 centimètres     |
| Chapelle de la Sainte-Croix      | Saint-Georges        | ré5              | 25 kilos  | 33 centimètres     |